# Carnero de Stone
El carnero de Stone ( Ovis dalli stonei ) es la subespecie más meridional del carnero de Dall, Ovis dalli , descubierta por Andrew J. Stone. 

## Distribución
La población mundial de carneros de Stone se encuentra principalmente en el norte de Columbia Británica y, a menudo, se les puede ver lamiendo minerales a lo largo de la carretera de Alaska en áreas como Summit Lake, Stone Mountain Provincial Park y Muncho Lake Provincial Park .

## Descripción
Las variaciones de color del pelaje varían ampliamente, desde color marrón grisáceo con una mancha blanca en la rabadilla, cola oscura y blanco en el interior de las patas traseras, hasta un pelaje casi completamente blanco/blanco grisáceo con una superficie dorsal oscura o negra en la cola. Los cuernos tienen forma curva y varían en color desde un marrón amarillento hasta un marrón oscuro.
El espécimen con cuernos más grandes registrado fue abatido por L.S. Chadwick en el río Muskwa en Columbia Británica en 1936; la longitud de los cuernos supera las 50 pulgadas, con bases de más de 14 pulgadas de diámetro, registrándose como el carnero salvaje más grande registrado en Norteamérica, incluyendo a las subespecies de cuernos gruesos, como el borrego cimarrón. 

## enlaces externos
- Asociación Occidental de Agencias de Pesca y Vida Silvestre, publicación del Grupo de Trabajo sobre Ovejas Silvestres  .
- El conjunto de SNP de todo el genoma revela evidencia de dos refugios glaciales y una mezcla de recolonización posglacial en un ungulado alpino  .
- "Implicaciones para el manejo de la estructura genética poblacional jerárquica altamente resuelta en ovejas de cuernos finos  ".
- Determinación de la madurez de los carneros ovejas de piedra : información para cazadores sobre cómo determinar la edad y madurez de los carneros ovejas de piedra.